# تشاد مريكن
تشاد مريكن (بالإنجليزية: Chad Mirkin)‏ (و. 1963  م) هو كيميائي، وأستاذ جامعي، وباحث أمريكي، ولد في فينيكس، أريزونا، هو عضوٌ في الأكاديمية الوطنية للعلوم، والأكاديمية الوطنية للهندسة، والأكاديمية الأمريكية للفنون والعلوم، والجمعية الأمريكية لتقدم العلوم.

## التعليم
تعلم في جامعة ولاية بنسلفانيا، وتعلم في كلية ديكنسون ‏
.

## جوائز
حصل على جوائز منها:
- جائزة ديكسون في العلوم  [لغات أخرى]‏ (2017)
- جائزة المئوية (2015)
- Raymond and Beverly Sackler Prize in Convergence Research [الإنجليزية]‏ (2015)
- جائزة لملسون ومعهد ماساتشوستس للتكنولوجيا [الإنجليزية]‏ (2009)
- ACS Award in Pure Chemistry [الإنجليزية]‏ (1999)
- National Fresenius Award ‏ (1998)
- زمالة المعهد الأمريكي للهندسة الطبية والأحيائية ‏
- ميدالية ويلهلم إكسنر  [لغات أخرى]‏